# Super Nintendo World
Ne doit pas être confondu avec Super Nintendo ou Super Mario World.
Super Nintendo World est le nom d'une zone thématique des parcs Universal liée à l'univers des franchises notables de Nintendo, principalement Super Mario.
La première zone présentée sous ce nom ouvre officiellement le 18 mars 2021 à Universal Studios Japan, tandis que la seconde ouvre le 17 février 2023 à Universal Studios Hollywood. Des zones Super Nintendo World sont également prévues à Universal Epic Universe et Universal Studios Singapore, toutes deux pour 2025.

## Histoire et développement
Après plusieurs années de baisse de ventes de jeux et de pertes de parts de marché, Nintendo cherche à réaliser des profits en exploitant ses licences et propriétés intellectuelles les plus connues et établit un partenariat avec Universal Parks & Resorts,. Celui-ci, annoncé pour la première fois en mai 2015, et détaillé l'année suivante, prévoit l'utilisation de Mario et d'autres franchises de la marque comme thèmes dans des zones dédiées des parcs thématiques Universal. L'investissement, qui s'élève à 60 milliards de yens (460 millions d'euros,) pour la construction d'une nouvelle zone à Universal Studios Japan à Osaka, est équivalent à l'investissement réalisé par Universal pour l'adaptation de la franchise Harry Potter pour ses zones The Wizarding World of Harry Potter.
La construction de la zone débute en juin 2017 à l'occasion d'une cérémonie officielle,. Les travaux devaient être achevés à temps pour les Jeux olympiques d'été de 2020 de Tokyo, avant l'annonce de leur report en 2021, en raison de la pandémie de Covid-19.
Le 30 novembre 2020, Universal Studios Japan annonce l'ouverture de la zone le 4 février 2021 pour les détenteurs de Pass annuels,. La zone est officiellement inaugurée et ouverte au public le 18 mars 2021, en présence de Shigeru Miyamoto, le créateur de Mario et de son univers,,. Elle est agrandie de la zone Donkey Kong Country qui ouvre au public le 11 décembre 2024. 
Universal Studios Hollywood annonce le 10 mars 2022 l'arrivée d'une zone Super Nintendo World dont l'ouverture a eu lieu le 17 février 2023. Il est également prévu d'exporter Super Nintendo World à Universal Epic Universe, la troisième zone du parc Universal Orlando Resort en Floride, et Universal Studios Singapore, qui devrait être achevé d'ici 2025,.

## Attractions

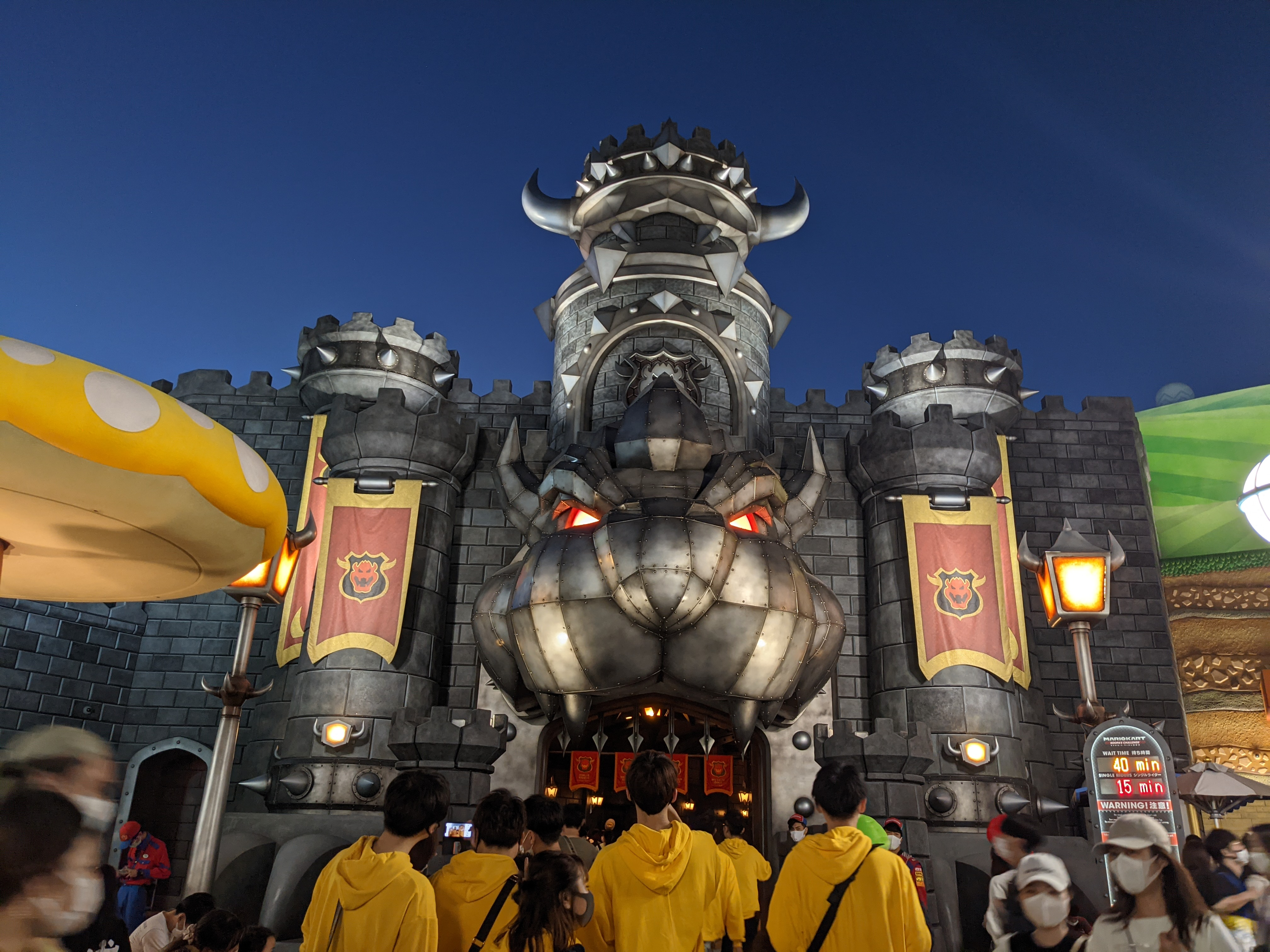
Entrée de Mario Kart Koopa's Challenge.

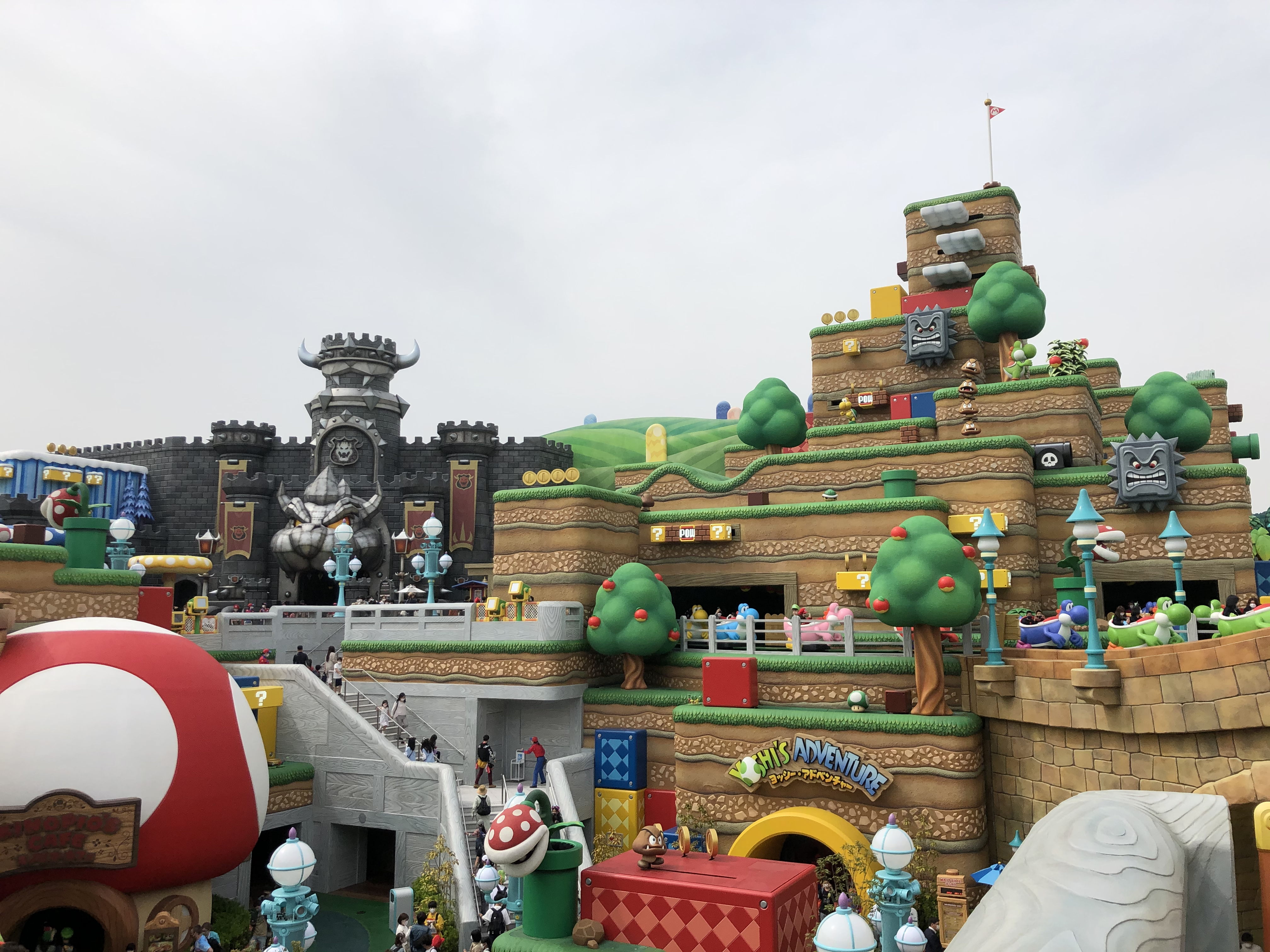
Vue générale de la zone.

- Mario Kart: Koopa's Challenge (ou Bowser's Challenge hors du Japon) : parcours scénique avec technologie réalité augmentée sur le thème de Mario Kart dans le château de Bowser[20].
- Yoshi's Adventure : Ballade sur le thème de Yoshi.
- Power Up Band Key Challenges : attraction interactive de style chasse au trésor qui charge les joueurs de récupérer des clés pour vaincre Bowser Jr. nécessitant un Power Up Band (bracelet), vendu séparément, et l'application officielle Universal Studios Japan.
- Mine Cart Madness : Montagnes russes sur le thème de Donkey Kong uniquement à Universal Studios Japan.